# اریکا هان
اریکا هان (به انگلیسی: Erica Hahn) از شخصیت‌های سریال آناتومی گری می‌باشد و بروک اسمیت این نقش را ایفا کرده‌است.